# Cluses
Cluses è un comune francese di 17 366 abitanti situato nel dipartimento dell'Alta Savoia della regione dell'Alvernia-Rodano-Alpi.
Si trova lungo il corso del fiume Arve nella valle omonima.

## Storia

### Simboli
È l'emblema dell'antica provincia di Faucigny

## Società

### Evoluzione demografica
Abitanti censiti